# Курт Кобейн: Чёртов монтаж
«Курт Кобейн: Чёртов монтаж» (англ. Kurt Cobain: Montage of Heck), также известен как «Кобейн: Чёртов монтаж» — документальный фильм о группе Nirvana, фронтмене и рок-иконе 1990-х Курте Кобейне, снятый режиссёром Бреттом Моргеном. Премьера ленты состоялась 23 апреля 2015 года на 31-м кинофестивале «Сандэнс». В дальнейшем фильм демонстрировался на закрытых кинофестивалях и был показан по американскому телевидению на канале HBO 24 апреля 2015 года.

## Создание
Фильм представляет хронику жизни музыканта с момента его рождения в Абердине в 1967 и рассказывает о неспокойной жизни в детстве и юношестве, восхождении к славе фронтмена Nirvana вплоть до его самоубийства в апреле 1994 года в Сиэтле в возрасте 27 лет. Фильм включает рисунки, музыку и звуковые коллажи Кобейна. Большая часть музыки и коллажей представлены как саундтрек к фильму Montage of Heck: The Home Recordings. Была выпущена сопутствующая книга, где показаны кадры из фильма, а также стенограммы интервью, фотографии, рисунки Курта, которые не попали в сам фильм.
Специальные интервью для фильма дали жена Кобейна Кортни Лав, партнёр по группе Крист Новоселич и бывшая подруга Трейси Марандер.

## Сюжет
После рождения Курта в 1967 его родители переехали в Абердин, штат Вашингтон, вскоре после того, как родилась его сестра Ким. Курт проживал нормальную жизнь ребёнка, но в возрасте 9 лет его родители развелись, и он остался жить с отцом, пока тот не женился на Дженни Вейстби и у них не появились дети. Кобейн возвращается назад к матери и уже в подростковом возрасте становится бунтарём — начинает курить траву с друзьями. Он и его друзья крадут алкоголь у отца одноклассницы, эти времена становятся достаточно трудными для Курта, по его словам, тогда он задумался о суициде в первый раз.

## Награды и номинации
- 2015 — 7 номинаций на прайм-таймовую премию «Эмми»: лучший документальный фильм или нехудожественная программа, лучшая режиссура нехудожественной программы (Бретт Морген), лучший сценарий нехудожественной программы (Бретт Морген), лучшая операторская работа для нехудожественной программы (Джим Уайтекер), лучший монтаж для нехудожественной программы (Джо Бешенковски, Бретт Морген), лучший монтаж звука для нехудожественной программы, лучшее сведение звука для нехудожественной программы.
- 2016 — номинация на премию Гильдии сценаристов США за лучший сценарий документального фильма.